# Municipio de Runnymede
Runnymede es un distrito no metropolitano con el estatus de municipio, ubicado en el condado de Surrey (Inglaterra). Tiene una superficie de 78,04 km². Según el censo de 2001, Runnymede estaba habitado por 78 033 personas y su densidad de población era de 999,91 hab/km².